# Markus Bailey
Markus LaJuan Bailey (7 marzo 1997) è un giocatore di football americano statunitense che milita nel ruolo di linebacker per gli Arizona Cardinals della National Football League (NFL).

## Carriera

### Cincinnati Bengals
Bailey al college giocò a football all'Università Purdue dal 2016 al 2019. Fu scelto nel corso del settimo giro (215º assoluto) del Draft NFL 2020 dai Cincinnati Bengals. Nella sua stagione da rookie fece registrare un tackle e un passaggio deviato in 11 presenze.

### Arizona Cardinals
Il 7 maggio 2024 Bailey firmò con gli Arizona Cardinals. Fu svincolato il 27 agosto dopo di che rifirmò con la squadra di allenamento.

## Palmarès
- American Football Conference Championship: 1

Cincinnati Bengals: 2021